# Blondýnka
Blondýnka je americký životopisný film, který v roce 2022 natočil režisér Andrew Dominik podle knižní předlohy, kterou napsala Joyce Carol Oates. Ve filmu hrají Ana de Armas, Adrien Brody, Julianne Nicholson, Bobby Cannavale, Xavier Samuel, Sara Paxton, Toby Huss.
Film měl premiéru na Netflixu od 28.9.2022 na Netflixu. Od kritiků se dočkal skvělých reakcí. Na premiéře filmu na Benátském filmovém festivalu získala Ana de Armas jedenáctiminutový potlesk.

## Obsazení
| Ana de Armas       | Marilyn Monroe (český dabing: Zuzana Ščerbová)     |
| Adrien Brody       | Arthur Miller (český dabing: Jan Šťastný)          |
| Bobby Cannavale    | Joe Di Maggio (český dabing: Filip Švarc)          |
| Julianne Nicholson | Gladys (český dabing: Kateřina Peřinová)           |
| Sara Paxton        | Flynnová (český dabing: Martina Kechnerová)        |
| Evan Williams      | Eddy Robinson Jr. (český dabing: Petr Neskusil)    |
| Xavier Samuel      | Cass (český dabing: Michal Michálek)               |
| Dan Butler         | I.E. Shinn (český dabing: Zdeněk Maryška)          |
| Toby Huss          | Whitey (český dabing: Jiří Ployhar)                |
| Lily Fisher        | mladá Norma Jeane (český dabing: Linda Křišťálová) |
| Mary-Pat Green     | Tracey (český dabing: Zuzana Skalická)             |

Český dabing, v překladu Michaely Křížové, s dialogy Leony Ondráčkové a režií Michala Michálka, vyrobilo babidabi v roce 2022.